# 富尔巴讷
富尔巴讷（法語：Fourbanne，法語發音：[fuʁban]）是法国杜省的一个市镇，属于贝桑松区。

## 地理
富尔巴讷（47°19'51"N, 6°18'12"E）面积1.97 平方千米，位于法国勃艮第-弗朗什-孔泰大區杜省，该省份为法国东部内陆省份，北起上索恩省，西接汝拉省，东部及东南部与瑞士接壤，东北部与贝尔福地区省接壤。
与富尔巴讷接壤的市镇（或旧市镇、城区）包括：格罗布瓦、乌涅-杜沃、塞尚、博姆莱达姆。

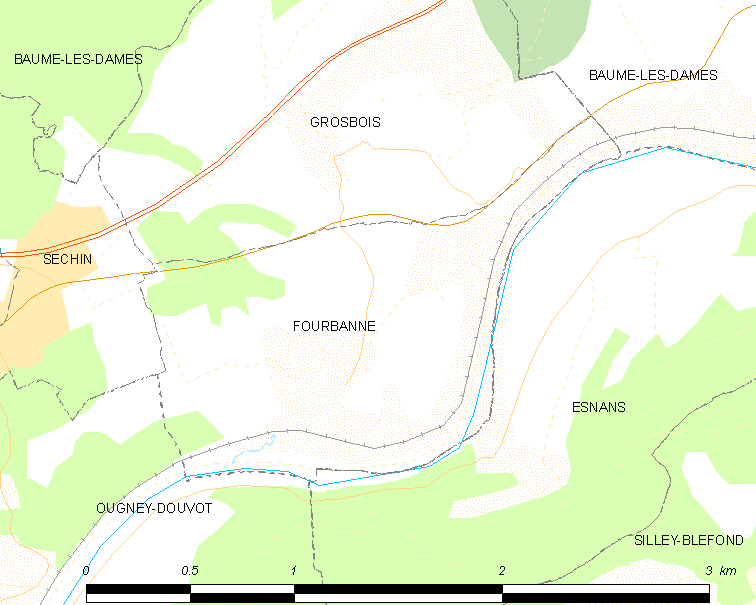
富尔巴讷的OSM定位图

富尔巴讷的时区为UTC+01:00、UTC+02:00（夏令时）。

## 行政
富尔巴讷的邮政编码为25110，INSEE市镇编码为25251。

## 政治
富尔巴讷所属的省级选区为博姆莱达姆县。

## 人口

1962-2008年间富尔巴讷人口变化图示

富尔巴讷于2022年1月1日时的人口数量为161人。